# Vattensprång

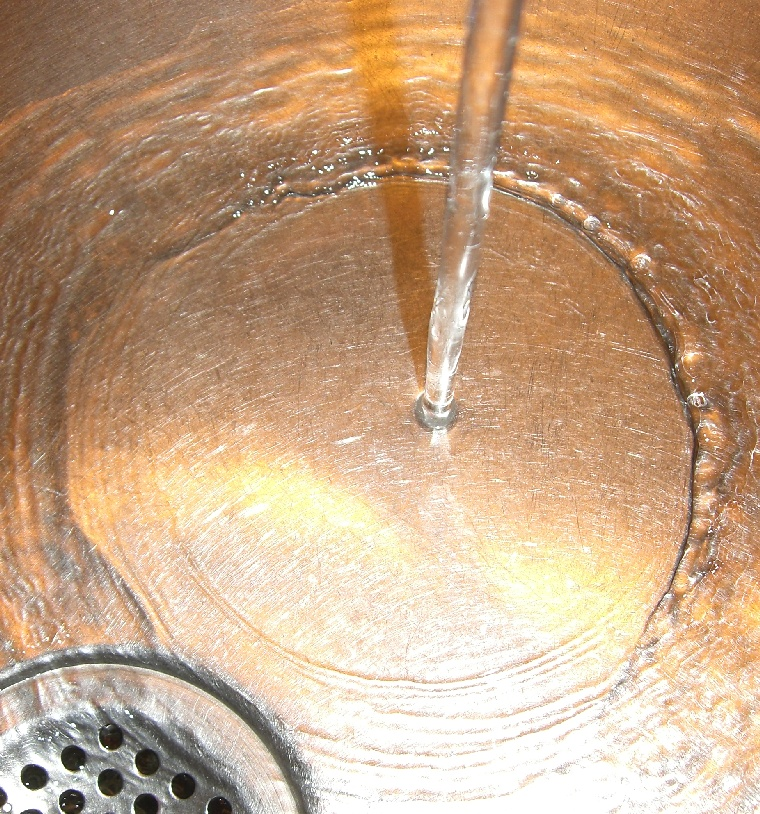
Vattenresning i en diskho där det snabbt strömmande vattnet trycker undan den omgivande vattenmassan. Vågen reser sig där dess utbredningshastighet är lika med det strömmande vattnets hastighet.

Vattensprång eller vattenresning kallas den kraftiga våg som bildas när vattnets medelhastighet sänks så att strömningstillståndet hastigt övergår från superkritisk strömning till subkritisk strömning. I själva övergångsfasen där vattensprånget uppträder, råder kritisk strömning där våghastigheten är exakt lika stor som vattnets medelhastighet. Vattensprånget står så att säga stilla i längsled.
Vattensprång brukar inträffa strax nerströms fördämningsluckor och skibord, där hastigheten är hög. Vattensprången kan utnyttjas som en effektiv energiomvandlare, för att minimera erosionen. För detta ändamål brukar en stötbotten anläggas.  